# Ernst von Hammerstein-Loxten
Ernst Georg comte von Hammerstein-Loxten (né le 2 octobre 1827 à Loxten dans l'Artland (de) et mort le 5 juin 1914 dans la même ville) est un juriste et homme politique du royaume de Hanovre. Après l'annexion de Hanovre par le royaume de Prusse, il est ministre d'État de l'Agriculture, des Domaines et des Forêts de 1894 à 1901.

## Biographie
Ernst Georg von Hammerstein-Loxten est issu de la branche la plus ancienne de la lignée Loxten de la famille noble von Hammerstein et n'a donc qu'un lien de parenté lointain avec le ministre prussien de l'Intérieur Hans von Hammerstein-Loxten. Son père est Hermann von Hammerstein-Loxten (1801-1876), propriétaire de Loxten, Dieck et d'autres propriétés, dont le  Loxter Hof à Quakenbrück. Sa mère est Dorothea née von Rössing (de) (1803–1847). Hammerstein-Loxten étudie le droit à l'Université Georges-Auguste de Göttingen et devient actif dans le Corps Bremensia en 1849. Son frère Ludwig (1839-1927) devient général d'infanterie prussien.

### Hanovre
Après avoir passé ses examens, il travaille d'abord dans différents tribunaux. En 1862, il réussit l'examen administratif d'État et devient conseiller au ministère de l'Intérieur du royaume de Hanovre. En tant que propriétaire terrien, il est également député de l'Assemblée des États du royaume de Hanovre. Bien que George V ait libéré les fonctionnaires du pays de leur serment après l'annexion prussienne de Hanovre, Hammerstein-Loxten est tombé dans un conflit de loyauté. Le fait qu'il ait participé aux protestations de la noblesse signifie qu'il est mis à disposition par le gouvernement prussien. Néanmoins, il est député du Reichstag constituant de la Confédération de l'Allemagne du Nord de février à août 1867, au sein duquel il fait partie de l'association constitutionnelle fédéraliste. Il n'est pas d'accord avec la constitution de la Confédération de l'Allemagne du Nord.
Peu à peu, Hammerstein-Loxten commence à accepter l'annexion. Il est député du parlement provincial de Hanovre (de) et parfois président du comité provincial. Hammerstein-Loxten gère ses domaines à plein temps. Il est également impliqué dans des groupes de défense de l'agriculture. En tant qu'expert agricole, il est membre du Conseil d'État prussien et du Conseil économique (de). Il est également membre de la Commission centrale des landes et président du Conseil agricole allemand.

### Prusse
En 1884, Hammerstein-Loxten devient administrateur de l'arrondissement de Bersenbrück (de) et en 1889 directeur d'État de la province de Hanovre. En 1891, il participe à la tentative de règlement de Guillaume II avec les Guelfes.
Sous le ministre-président et chancelier Clovis de Hohenlohe-Schillingsfürst, le très conservateur Hammerstein-Loxten reprend le ministère prussien de l'Agriculture en 1894 en tant qu'expert agricole confirmé. Il est considéré comme le confident des grands domaines agricoles. Hammerstein-Loxten refuse toutefois de s'opposer aux forces non conservatrices, jusqu'au coup d'État, que Guillaume II veut imposer à l'époque. Au début de l'ère de Bernhard von Bülow, Hammerstein-Loxten conserve son poste ministériel. Il est l'un des principaux protagonistes du protectionnisme agraire, même s'il ne parvient pas à s'affirmer pleinement face à von Bülow. L'introduction de l'inspection obligatoire des viandes date également de son mandat. Il s'efforce en outre de mettre en place des améliorations foncières et une protection contre les épidémies.
Face au Parti social-démocrate d'Allemagne, Hammerstein soutient le projet de renversement. Contrairement aux rebelles agrariens du canal, Hammerstein-Loxten soutient la construction du canal Mittelland. Après l'échec de la construction en 1901 en raison d'une majorité au parlement de l'État, Hammerstein-Loxten démissionne de son poste de ministre.
Sa tombe se trouve dans le cimetière familial de Loxten.

### Famille
Ernst Georg von Hammerstein-Loxten se marie avec Agnes von Lorch (1842–1938) à Ariendorf en 1868. Le couple a 2 fils et 4 filles dont :
- Gertrude Agnès Bertha Dorothea Charlotte (née le 10. octobre 1869) mariée en 1899 avec Friedemann von Münchhausen l'Ancien (de) (né le 5. juillet 1865 et mort le 20 novembre 1936), administrateur de l'arrondissement d'Eckartsberga
- Dorothea Elise Henriette Bertha Antonie Erna (née le 3 mai 1871), chanoinesse à Börstel
- Irmgard Lewine Hedwig Auguste Alma Bertha Anna (née le 7 décembre 1875) mariée en 1898 avec Friedrich von Bülow, président du district de Bromberg
- Ludwig Paul Ernst Hermann (né le 22 novembre 1880), lieutenant

## Honneurs
Hammerstein-Loxten est nommé citoyen d'honneur de Quakenbrück en 1889. La variété de pomme Minister von Hammerstein (de) porte son nom.